# Alther Mella
Alther Mella är ett fiktivt spöke skapat av Angie Sage.
Alther dör när han skjuts av en lönnmördare sänt av Hans Överhöghet, när han besöker Drottningen och hennes nyfödda Jenna. Samtidigt skjuter också Drottningen. Alther har tidigare också varit övermagiker och haft Marcia Overstrand som lärling.
Alther förekommer i alla böcker i bokserien och är en av huvudpersonerna i serien om Septimus Heap.